# إلريس
إلريس (엘리스) فرقة فتيات كورية جنوبية، تتكون الفرقة من خمس فتيات هن: سوهي، يوكيونغ، بيلا، هيسونغ، كارين. ترسمت الفرقة في 1 حزيران 2017.

## روابط خارجية
- إلريس على موقع ميوزك برينز (الإنجليزية)
- إلريس على موقع ديسكوغز (الإنجليزية)